# Trèfle strié
Trifolium striatum
Espèce
Classification phylogénétique
Statut de conservation UICN

 LC  : Préoccupation mineure
Le Trèfle strié (Trifolium striatum) est une espèce de plantes à fleurs du genre Trifolium (trèfles) et de la famille des Fabaceae.

## Description

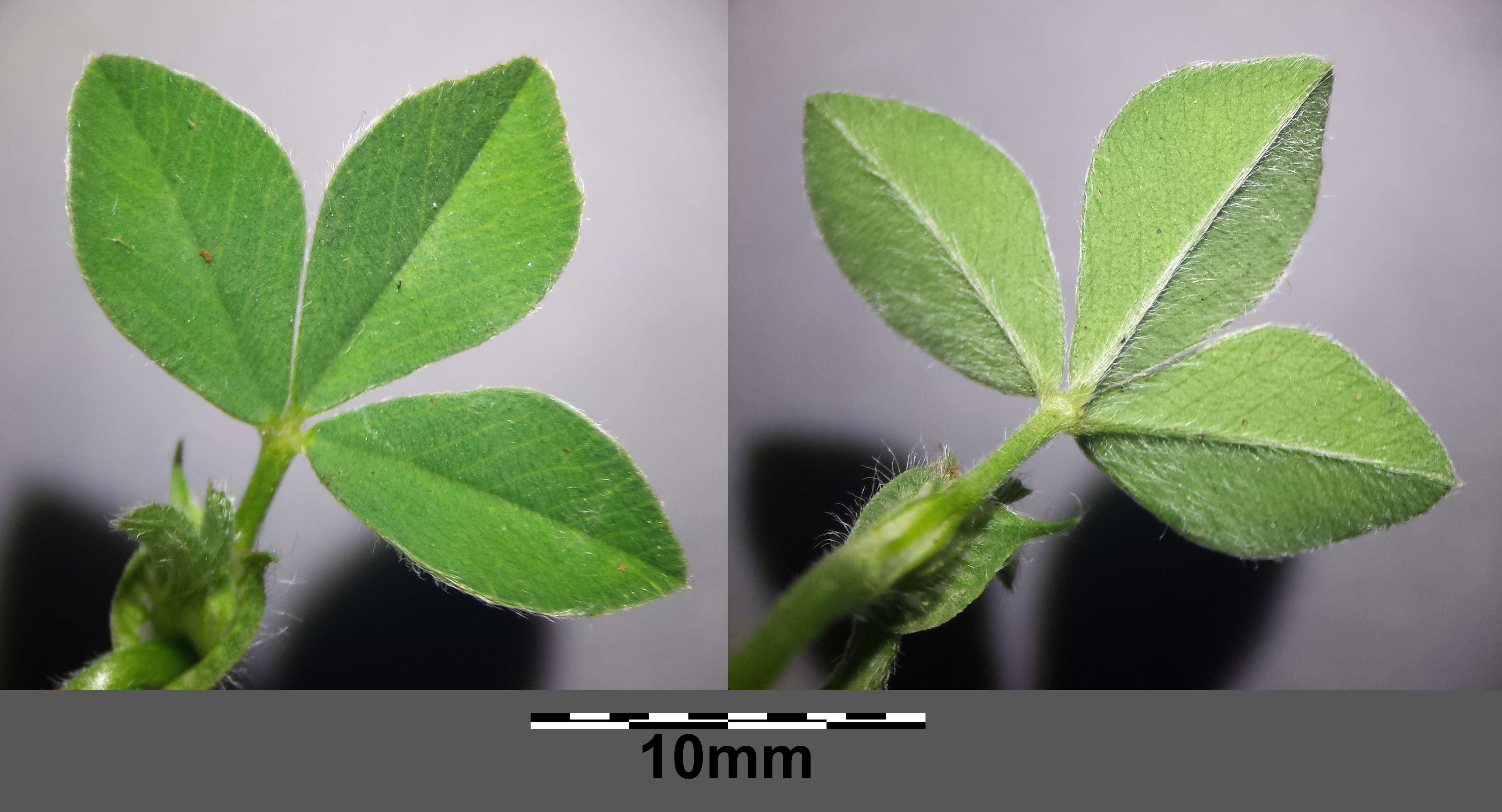
Feuilles (Dessus à gauche, dessous à droite).

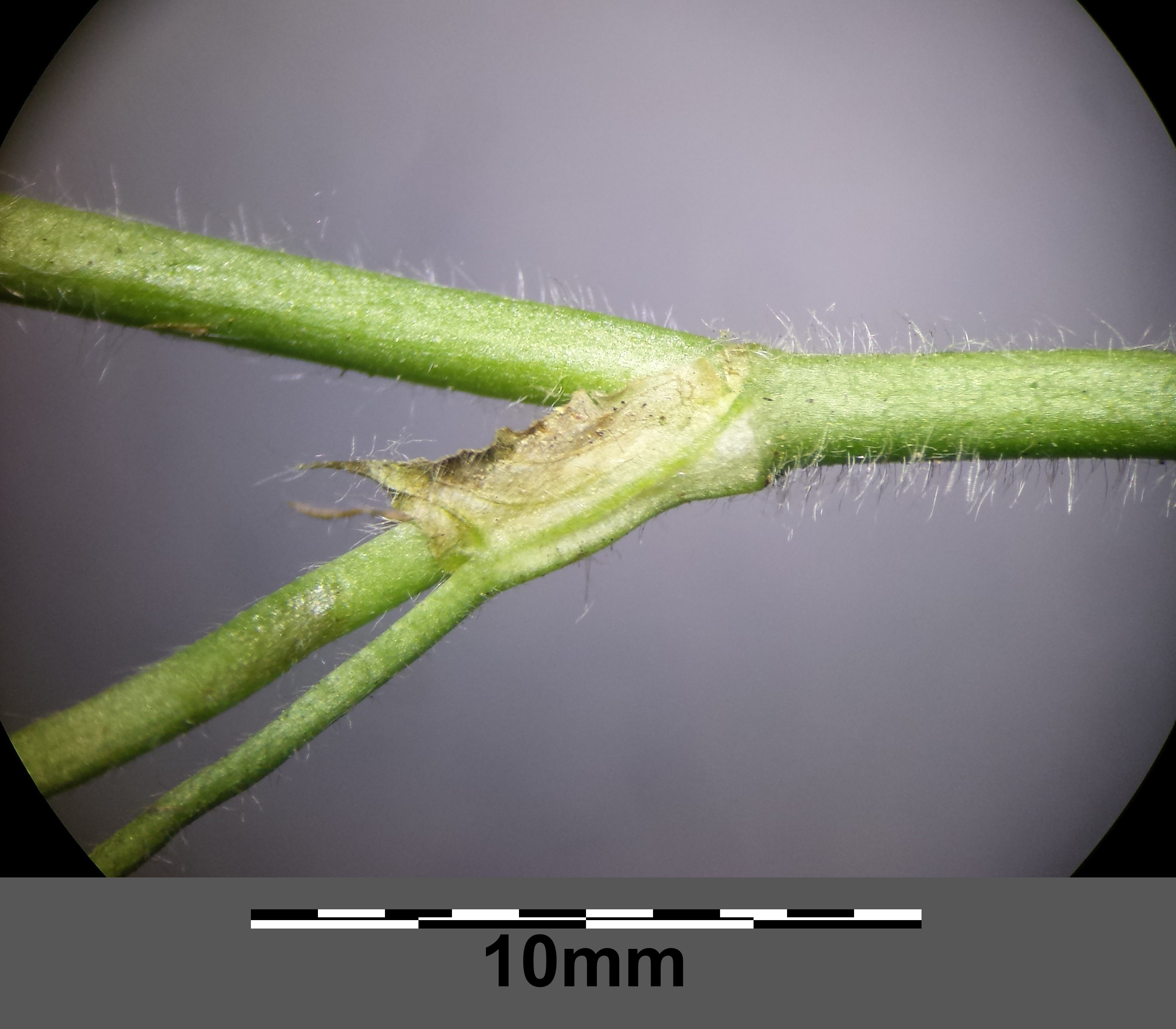
Détail de la tige.

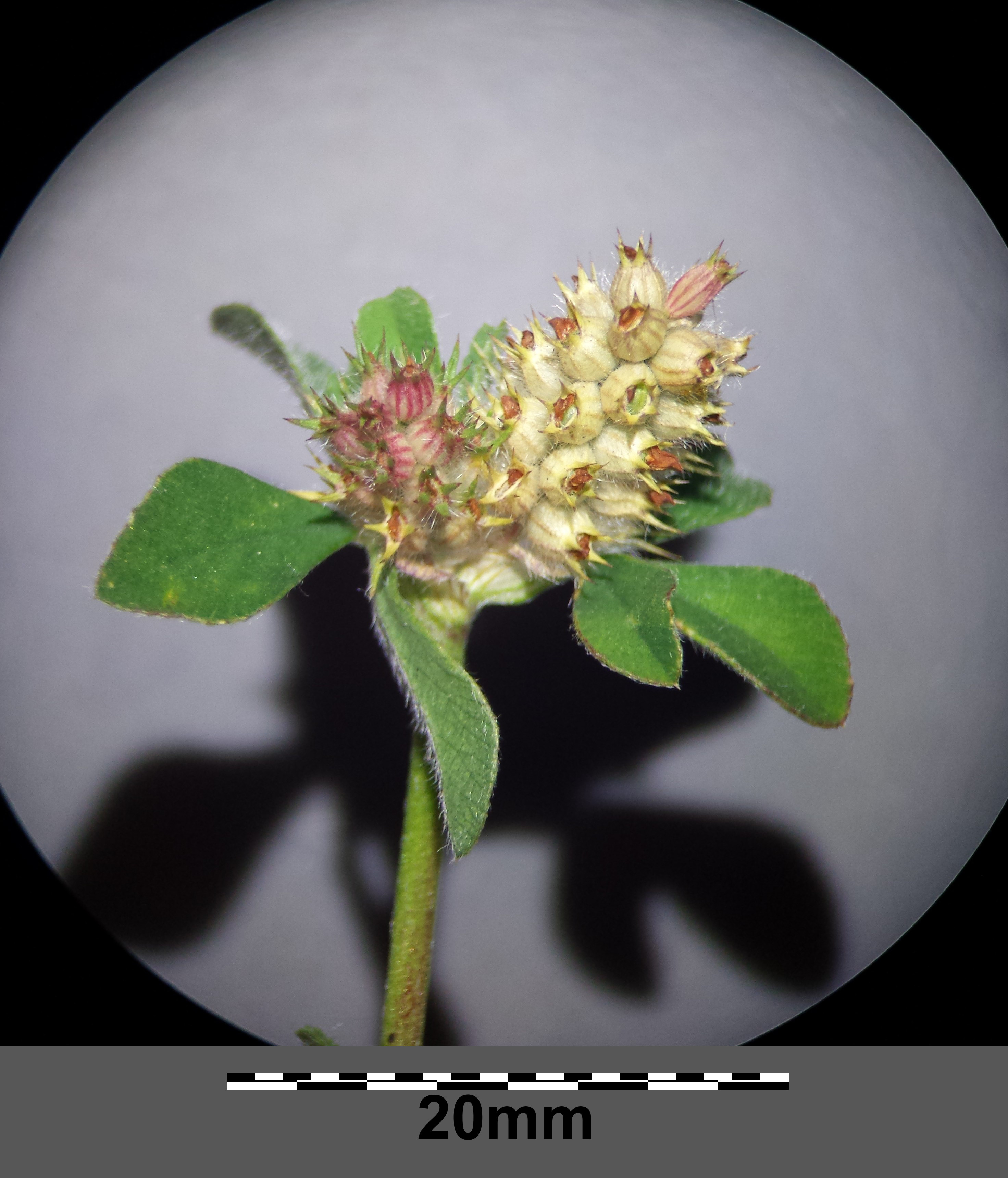
Inflorescence.

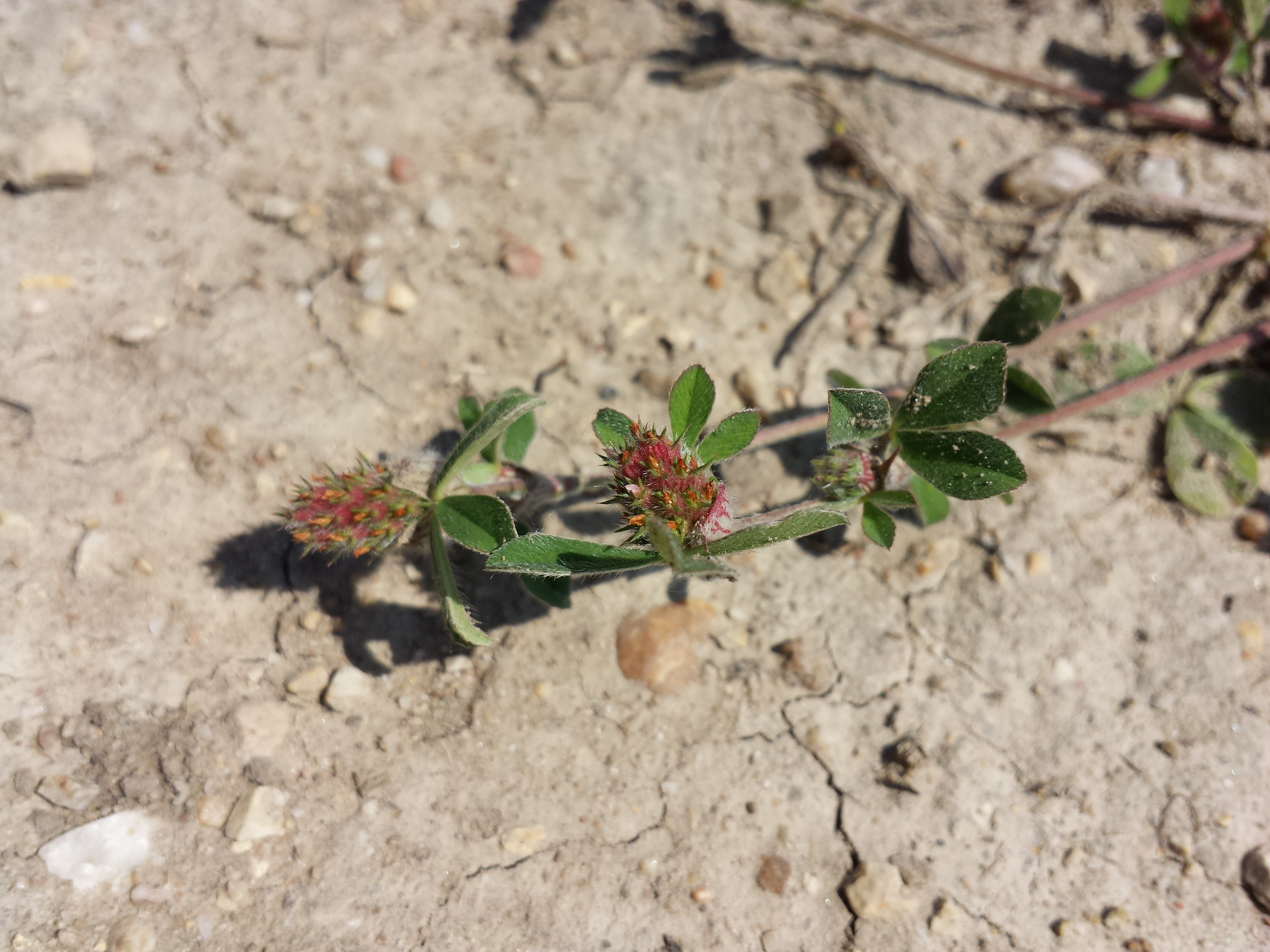
Trèfle strié s'étendant au dessus de la pierre.

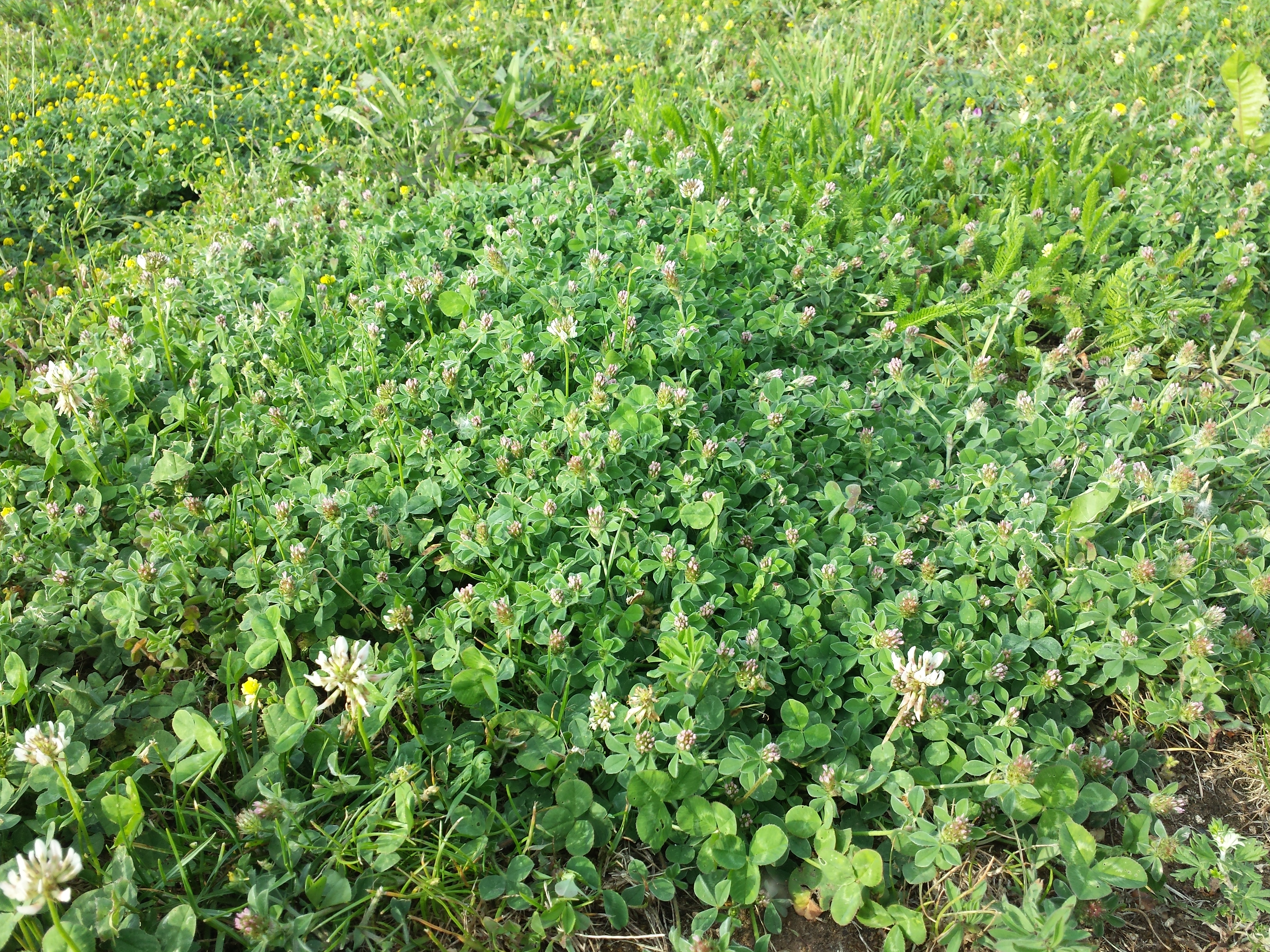
Parterre de trèfles striés.

C'est une plante annuelle.

### Appareil végétatif
La plante mesure 5 à 25 cm, est velue, étalée ou ascendante ; les folioles obovales ou oblongues, à peine denticulées, ont des nervures latérales non arquées en dehors. Les stipules ont la partie libre large, brusquement terminée en pointe sétacée, les supérieures dilatées.

### Appareil reproducteur
L'inflorescence mesure de 10 à 11 mm. Les fleurs sont rosées, petites, se détachant aisément à la maturité, en têtes ovoïdes ou oblongues, sessiles, axillaires et terminales, ordinairement solitaires ; le calice est velu, ovoïde, à la fin renflé-ventru, à gorge ouverte, un peu resserrée, velue, à dents dressées-étalées, raides, en alêne, peu inégales, l'inférieure égalant le tube, la corolle égalant ou dépassant le calice.

## Répartition
Le trèfle strié est originaire d'Europe, des contours de la méditerranée, d'Asie occidentale, d'Afrique septentrionale,,.

## Habitat et écologie
Il pousse dans les pelouses et lieux sablonneux, les champs et sur les bords de chemins, de préférence sur sols acides, jusqu'à 700 m d'altitude.

## Statut de protection
En Belgique, l'espèce est légalement protégée
En France, elle est protégée en Franche-Comté et elle figure sur la liste rouge des plantes du Nord-Pas-de-Calais.
En Suisse, elle est sur la liste rouge des plantes.

## Synonymes
Basionyme : Trifolium striatum var. brevidens Lange
- Trifolium striatum subsp. brevidens (Lange) Muñoz Rodr.

Basionyme : Trifolium tenuiflorum Ten.
- Trifolium striatum subsp. tenuiflorum (Ten.) Arcang.

Noms dont le basionyme est inconnu :
- Trifolium conicum Pers.
- Trifolium cylindricum Wallr.
- Trifolium incanum C.Presl
- Trifolium kitaibelianum Ser.
- Trifolium scabrum Schreb.
- Trifolium striatum subsp. striatum
- Trifolium striatum var. elongatum Lojac.
- Trifolium striatum var. nanum Rouy
- Trifolium striatum var. spinescens Lange[4]